# Simulium egregium
Simulium egregium es una especie de insecto del género Simulium, familia Simuliidae, orden Diptera.
Fue descrita científicamente por Seguy, 1930.